# Orchestre symphonique de Vienne
 (février 2022).
Si vous disposez d'ouvrages ou d'articles de référence ou si vous connaissez des sites web de qualité traitant du thème abordé ici, merci de compléter l'article en donnant les références utiles à sa vérifiabilité et en les liant à la section « Notes et références ».
L'Orchestre symphonique de Vienne (en allemand Wiener Symphoniker) est un orchestre symphonique autrichien, le deuxième orchestre principal de Vienne à côté du célèbre Orchestre philharmonique de Vienne.

## Historique
L'orchestre est fondé en 1900 par Ferdinand Löwe en tant que Société des concerts de Vienne (Wiener Concertverein). En 1913, le Konzerthaus accueille l'orchestre à Vienne. En 1933, le nom actuel de l'orchestre est définitivement choisi.
Bien que la fréquentation de l'orchestre se soit raréfiée avec la radiodiffusion des concerts dès les années 1920, l'orchestre survit jusqu'à l'Anschluss. L'orchestre est alors utilisé pour la propagande du régime nazi et est dissous le 1er septembre 1944.
Le premier concert après guerre a lieu le 16 septembre 1945, avec la représentation de la troisième symphonie de Gustav Mahler dirigée par Josef Krips. Après dix années d'isolement, l'orchestre entreprend des tournées à l'étranger, comme à Bregenz pendant l'été 1946 pour le tout nouveau festival lors duquel il joue Bastien und Bastienne de Mozart. Depuis cette date, l'orchestre participe chaque année au festival.
Le chef Herbert von Karajan dirige à son tour l'orchestre à travers toute l'Europe et en Amérique du nord.
En 1959 au Vatican, le pape Jean XXIII accueille l'orchestre dirigé par le jeune Wolfgang Sawallisch. L'orchestre accompagné de Sawallisch va également parcourir les plus grandes salles de concerts dans le monde entier.
Après des chefs aussi prestigieux que Wolfgang Sawallisch, Carlo Maria Giulini ou Guennadi Rojdestvensky, Philippe Jordan, Andrés Orozco-Estrada dirige l'orchestre entre 2020 et 2022, année durant laquelle il démissionne de ses fonctions. En 2023, Petr Popelka (de) est nommé pour lui succéder à compter de la saison 2024-2025, pour une durée de cinq ans. La même année, la française Marie Jacquot est nommée première cheffe invitée de l’Orchestre symphonique de Vienne à partir de la saison 2023-2024.

## Chefs principaux
- Ferdinand Löwe (1900-1925)
- Wilhelm Furtwängler (années 1920)[4]
- Oswald Kabasta (1933)
- Josef Krips (fin 1945)
- Hans Swarowsky (1946-1948)
- Herbert von Karajan (1948-1960)[4]
- Wolfgang Sawallisch (1960-1970)
- Josef Krips (1970-1973)[5]
- Carlo Maria Giulini (1973-1976)
- Kurt Redel (1977-1979)
- Guennadi Rojdestvensky (1980-1982)
- Georges Prêtre (1986-1991)[6]
- Rafael Frühbeck de Burgos (1991-1996)
- Vladimir Fedosseïev (1997-2005)
- Fabio Luisi (2005-2013)
- Philippe Jordan (2014-2020)
- Andrés Orozco-Estrada (2020-2022)
- Petr Popelka (de) (2024-)

### Radio
- « Les Wiener Symphoniker, "l'autre" orchestre de Vienne », France Musique, Au cœur de l'orchestre par Christian Merlin, le 20 février 2022